# James Luceno
Œuvres principales
- Dark Plagueis
- Vent de trahison

James Luceno, né en 1947 aux États-Unis, est un écrivain américain de science-fiction. Il est entre autres célèbre pour ses livres se déroulant dans l'univers Star Wars.

## Œuvres

### UniversStar Wars

#### SérieLe Nouvel Ordre Jedi
1. Les Agents du chaos 1 : La Colère d'un héros, Fleuve noir, coll. « Star Wars » no 45, 2001 ((en) Agents of Chaos 1: Hero's Trial, 2000)  (ISBN 2-265-07195-1)
2. Les Agents du chaos 2 : L'Éclipse des Jedi, Fleuve noir, coll. « Star Wars » no 46, 2002 ((en) Agents of Chaos 2: Jedi Eclipse, 2000)  (ISBN 2-265-06923-X)
3. La Force unifiée, Presses de la Cité, 2005 ((en) The Unifying Force, 2003)  (ISBN 2-258-06893-2)Réédition, Fleuve noir, coll. « Star Wars » no 75, 2006 (ISBN 2-265-06952-3)

#### Romans indépendants
- Vent de trahison, Presses de la Cité, 2002 ((en) Cloak of Deception, 2001)  (ISBN 2-258-05339-0)Réédition, Fleuve noir, coll. « Star Wars » no 52, 2002 (ISBN 2-265-06929-9)
- Le Labyrinthe du mal, Fleuve noir, coll. « Star Wars » no 81, 2007 ((en) Labyrinth of Evil, 2005)  (ISBN 978-2-265-08512-1)Réédition dans le recueil Dark Vador - La Trilogie du Seigneur Noir, Pocket, coll. « Star Wars » no 214, 2025 (ISBN 978-2-266-35548-3) (à paraître le 20 novembre 2025)
- Dark Lord : L'Ascension de Dark Vador, Fleuve noir, coll. « Star Wars » no 79, 2007 ((en) Dark Lord: the Rise of Dark Vader, 2005)  (ISBN 978-2-265-08510-7)Réédition dans le recueil Dark Vador - La Trilogie du Seigneur Noir, Pocket, coll. « Star Wars » no 214, 2025 (ISBN 978-2-266-35548-3) (à paraître le 20 novembre 2025)
- Dark Plagueis, Pocket, coll. « Star Wars » no 115, 2012 ((en) Darth Plagueis, 2012)  (ISBN 978-2-266-22807-7)
- Le Faucon millénium, Pocket, coll. « Star Wars » no 144, 2017 ((en) Millenium Falcon, 2008)  (ISBN 978-2-266-27852-2)
- Tarkin, Pocket, coll. « Star Wars » no 136, 2016 ((en) Tarkin, 2014)  (ISBN 978-2-266-27132-5)
- Catalyseur, Pocket, coll. « Star Wars » no 140, 2017 ((en) Catalyst, 2016)  (ISBN 978-2-266-27533-0)

#### Nouvelles
- Darth Maul : Saboteur, 2012 ((en) Darth Maul: Saboteur, 2001)Incluse dans l'édition Pocket de Dark Maul : L'Ombre du chasseur
- Entrave, 2012 ((en) Restraint, 2011)Incluse dans l'édition Pocket de Dark Maul : L'Ombre du chasseur
- Fin de partie, 2012 ((en) End Game, 2012)Incluse dans l'édition Pocket de Star Wars, épisode I : La Menace fantôme

### Romans indépendants
- The Shadow, J'ai lu, 1994 ((en) The Shadow, Advance Magazine Publishers Inc, 1994)D'après le scénario du film de Russell Mulcahy écrit par David Koepp
- Le Masque de Zorro, Pocket, 1998 ((en) The Mask of Zorro)D'après le scénario du film de Martin Campbell écrit par John Eskow (en)